# Oxford Hoard (manzana)
Oxford Hoard es el nombre de una variedad cultivar de manzano (Malus domestica). Un híbrido de manzana diploide resultado del cruce de 'Sturmer Pippin' x 'Golden Russet'. Criado en la década de 1920 por F.W. Wastie en Eynsham, Oxfordshire Inglaterra. Registrado en 1943. Las frutas tienen una pulpa gruesa, firme y dura con un sabor dulce y aromático.

## Historia
'Oxford Hoard' es una variedad de manzana, híbrido de manzana diploide resultado del cruce de la variedad 'Sturmer Pippin' como Parental-Madre x el polen de 'Golden Russet' como Parental-Padre. Criado en la década de 1920 por el viverista Frederick Wastie en Eynsham, Oxfordshire Inglaterra. Registrado en 1943.
Está cultivada en diversos bancos de germoplasma de cultivos vivos tales como en National Fruit Collection (Colección Nacional de Fruta) de Reino Unido donde estuvo cultivada con el número de accesión: 1954-073 y nombre de accesión 'Oxford Hoard'.

## Características
'Oxford Hoard' es un árbol de un vigor moderadamente vigoroso, de tamaño mediano y tienen un hábito extendido. Tiene un tiempo de floración que comienza a partir del 4 de mayo con el 10 % de floración, para el 9 de mayo tiene una floración completa (80 %), y para el 16 de mayo tiene un 90% caída de pétalos.
Tiene una talla de fruto medio con altura promedio de 51,00 mm, y ancho promedio de 57,00 mm; forma cónica con tendencia a redonda; con nervaduras medias y corona muy débil; epidermis lisa ligeramente grasienta, con color de fondo pálido, amarillo verdoso, con un sobre color naranja suave lavado en la cara expuesta al sol, ruginoso-"russeting" (pardeamiento áspero superficial que presentan algunas variedades) muy débil; cáliz es mediano y abierto, asentado en una cuenca de profundidad media y ancha, plisada en las paredes; pedúnculo es de longitud corto y de un calibre grueso, colocado en una cavidad con ligero ruginoso-"russeting", de profundidad media y anchura media; la carne tiene una textura gruesa, firme y dura con un sabor dulce y aromático.
Su tiempo de recogida de cosecha se inicia a mediados de octubre. Se mantiene bien hasta dos meses en cámara frigorífica.

## Usos
'Oxford Hoard' es muy utilizada como manzana de postre fresca en mesa.